# 安德烈·韦伊
安德烈·韦伊（法語：André Weil，1906年5月6日—1998年8月6日），法国数学家，主要研究解析数论和代数几何。他参与创办并领导的数学团体布尔巴基小组曾积极吸收和发展各色新兴的数学分支，助力法国数学界脱离学术退步的泥潭并重回巅峰，并直接影响了当时的主流数学发展方向，风光一时。他的妹妹西蒙娜·韦伊是知名的哲学家与社会活动家。

## 生平
韦伊生於巴黎，与不可知论的阿尔萨斯犹太人父母一样，在普法战争后逃离了德意志帝国对阿尔萨斯-洛林的吞并。西蒙娜·韦伊是韦伊唯一的兄弟姐妹。除数学外，韦伊终身对古典希腊和拉丁文学，印度教和梵语文学感兴趣：他于1920年自学梵文。他於巴黎、罗马和哥廷根学习，1928年獲博士學位。他也是良心的反抗者。
在艾克斯·马赛大学任教一年后，他任教了六年在斯特拉斯堡。他于1937年与Éveline结婚。在第二次世界大战爆发後，他從法國逃到芬兰。他的自传证实了一个有名的轶闻：他在芬兰因涉嫌从事间谍活动被捕，靠着芬兰数学家罗尔夫·内万林纳的介入才免於被枪决。
1941年1月，威尔和他的家人从马赛航行到纽约，剩下的战争时期他在美国度过。两年来，他在利哈伊大学教授数学，在那里他没有被赏识，劳累且薪水低廉。尽管他不必像美国学生那样担心被选拔，但是，他非常讨厌利哈伊繁重的教学工作，并且发誓自己再也不会谈论利哈伊。他辞职后移居巴西，并于1945年至1947年在圣保罗大学任教，并在那里与Oscar Zariski合作。 
战后韦伊回到美国，在1947年至1958年芝加哥大学任教，然后在普林斯顿高等研究院安定下来。
1950年，他在马萨诸塞州剑桥的ICM大会上作了演讲，在1954年在阿姆斯特丹，在1978年在赫尔辛基。1979年，韦伊与让·勒雷分享了第二个沃尔夫奖。
1998年8月6日，92岁的韦伊在家中去世。

## 研究工作
他在许多领域都作出实质的贡献，最重要的要算是代数几何和数论的深刻连系。他的成就包括提出了多个韦伊猜想（后来由伯纳德·德沃克、亚历山大·格罗滕迪克和皮埃尔·德利涅证出）和函数域的黎曼猜想。他又为代数几何建立良好基础，并发现了韦伊表示，之前Segal和Shale也把它引入量子力学，它为理解二次型的经典理论给了良好框架。
韦伊懂得欧洲多国语言。他在自传的第114页上说他采用挪威语字母Ø代表空集。他也有深刻造诣於数学史，这从布尔巴基的《数学史》可以看得出来。布尔巴基出版《数学史》是他提出的。

## 个人生活

### 逸闻
晚年的韦伊在接待访客时，喜欢拿出报纸看，以证明自己还没有衰老到丧失阅读能力。但是他其实经常把报纸拿颠倒了看却不自知。
2004年由圣叙尔皮斯天文台的天文学家发现的一颗小行星被命名为289085 Andreweil。

## 著作
- Andre Weil. . Boston: Birkhauser（英语：Birkhauser） Boston. 1987. ISBN 9780817631413 （英语）.
  - 汉译版：André Weil.  [数论 —— 从汉穆拉比到勒让德的历史导引]. 数学翻译丛书. 胥鸣伟 (汉译者); 王元 (校对). 高等教育出版社. 2010. ISBN 978-7-04-029213-8 （中文（中国大陆））.
- Andre Weil.  [基础数论]. Classics in Mathematics. Springer. 1995. ISBN 9783540586555 （英语）.
- Andre Weil.  [代数几何基础]. Colloquium Publications. American Mathematical Society. 1946. ISBN 9780821810293 （英语）.

## 传记

### 自传
- André Weil.  [学徒经历回忆]. Vita Mathematica 1. Birkhauser（英语：Birkhauser）. 1991. ISBN 978-3764325008 （法语）.
  - 英译版：André Weil.  [一名数学工作者的学徒生涯]. Birkhauser. 2002 [1991]. ISBN 9783764326500 （英语）.

## 荣誉
韦伊在1979年获得沃尔夫数学奖，翌年获得勒罗伊·斯蒂尔奖，1994年获得京都基础科学奖。

### 补充来源
- Goro Shimura.  [我人生的映射]. New York: Springer New York. 2009. ISBN 9781441927248 （英语）.
- Goro Shimura.  [我所认识的安德烈·韦伊]. Notices Of The AMS. 1999, 46 (4) （英语）.